# ハタ・ヨーガ・プラディーピカー
『ハタ・ヨーガ・プラディーピカー』(梵: haṭhayoga-pradīpikā)とは、ヨーガの一流派であるハタ・ヨーガの事実上の根本経典。16世紀-17世紀の行者スヴァートマーラーマによって書かれ、ハタ・ヨーガの解説・行法が詳細かつ体系的に記述されている。

## 構成
4章からなる。
- 第1章 (67節) - アーサナ（体位）
- 第2章 (78節) - プラーナーヤーマ（調気法）
- 第3章 (129節) - ムドラー（印相）
- 第4章 (114節) - ラージャ・ヨーガ

## 日本語訳
- 『ヨーガ根本経典』 佐保田鶴治 平河出版社 ( ISBN 978-4892030192 )
- 『ハタ・ヨーガ・プラディーピカー』 成瀬貴良 アンダーザライト ( ISBN 978-4904980132 )